# Bernt Malion
Bernt Max Malion (Stoccolma, 15 agosto 1957) è un ex cestista svedese.

## Carriera
Ha vestisto la maglia dell'Alvik Stoccolma e dell'Hammarby. Con la Svezia ha preso parte ai Giochi olimpici 1980 e agli Europei 1983, classificandosi rispettivamente al 10º e al 12º posto.